# High Line

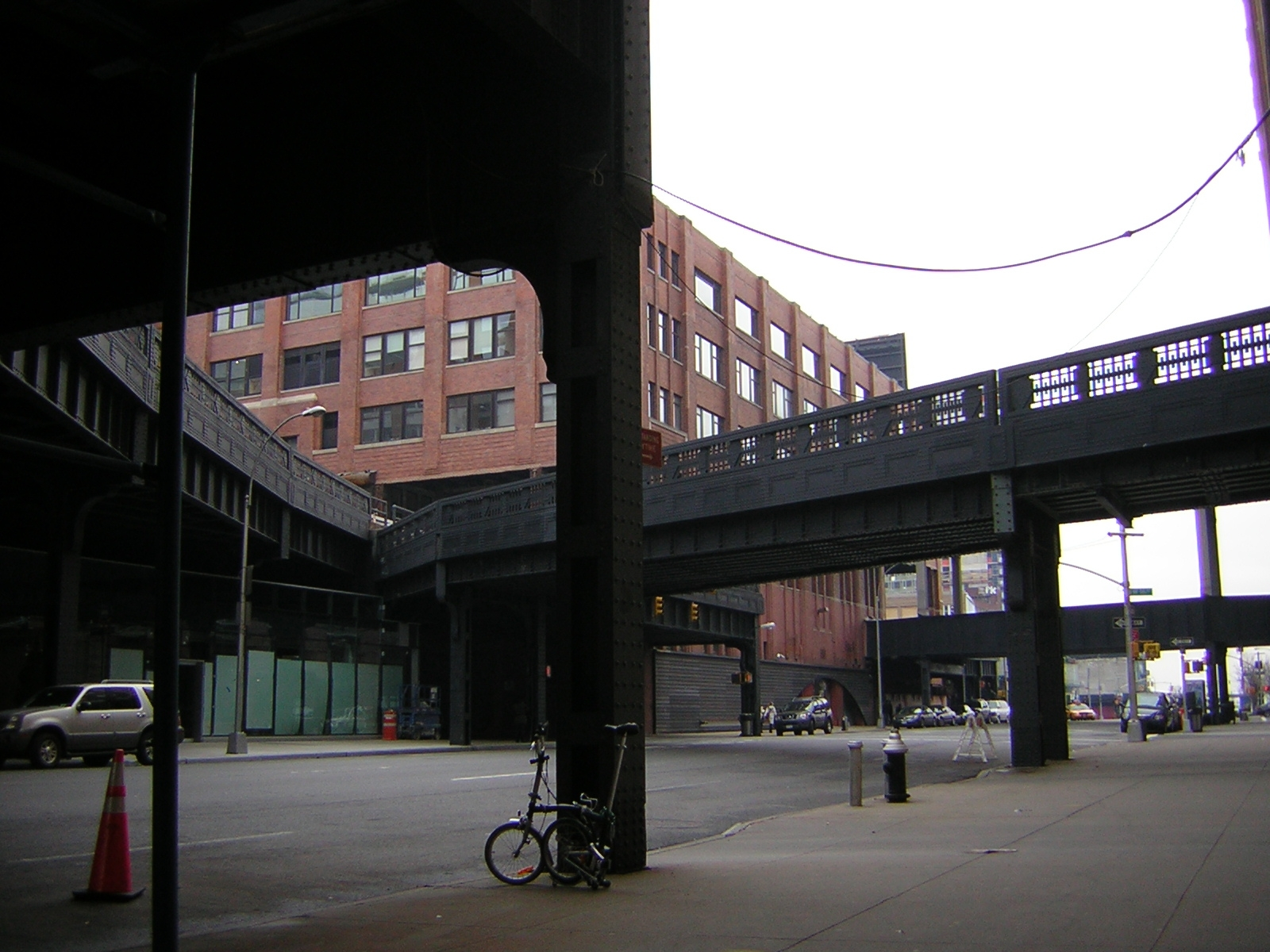
La High Line prima dell'intervento

La High Line è un parco lineare di New York. Si estende per 2,33 km lungo la sezione meridionale in disuso della ferrovia sopraelevata West Side Line, parte della più ampia New York Central Railroad, che corre lungo il lato occidentale di Manhattan.
In precedenza la High Line proseguiva in direzione sud fino al terminale ferroviario di Spring Street, appena a nord di Canal Street, ma tale parte inferiore è stata demolita nel 1960.

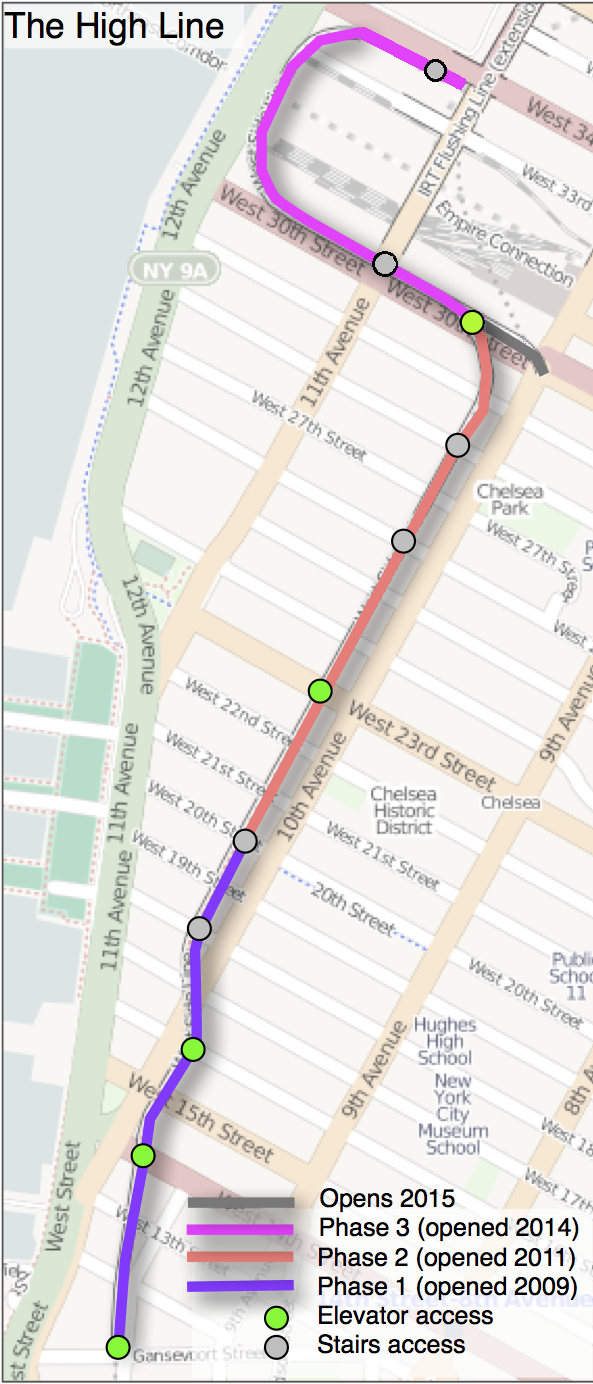
Mappa della High Line

La West Side Line fu costruita nei primi anni trenta e abbandonata nel 1980.
Nel 1999 si costituì un'associazione di residenti della zona, la Friends of High Line, in opposizione all'ipotesi di abbattimento dell'infrastruttura, opzione più volte ventilata, proponendo la sua riqualificazione in parco urbano. Il progetto della promenade verde, realizzato dagli architetti Diller Scofidio+Renfro e dallo studio di architettura del paesaggio James Corner Field Operations, è stato poi approvato nel 2002 mentre i lavori sono cominciati nel 2006.
La prima sezione, tra Gansevoort Street e la 20ª strada, è stata aperta al pubblico nel giugno 2009; un secondo troncone fino alla 30ª strada è stato successivamente aperto nel 2011. La terza e ultima fase è stata ufficialmente aperta al pubblico il 21 settembre 2014, fatta eccezione per un ultimo breve tratto di intersezione sovrastante la 10ª Avenue e la 30ª strada, la quale è stata aperta nel 2015.
Il 5 giugno 2019 ha aperto al pubblico “The Spur” (cioè lo sperone – derivante dalla forma delle rotaie, che in questa zona formano un semicerchio), che ha riqualificato l’ultimo tratto della ferrovia originale. 
Questo tratto si estende a est lungo la 30th Street e termina sopra la 10th Avenue con uno spazio con ampia visuale sopraelevata nonché periodiche installazioni d'arte moderna.